# Sant'Agostino e il bimbo
Sant'Agostino e il bimbo è un dipinto di Alessandro Magnasco, datato 1740 circa e conservato ai Musei di Strada Nuova di Genova.

## Storia e Provenienza
Agli inizi del 1900 la tela faceva parte della collezione della famiglia genovese dei Luxoro. Gli ultimi esponenti, discendenti del celebre pittore Tammar Luxoro, furono grandi collezionisti e appassionati d’arte. In seguito il dipinto passò al signor Gianni Delmonte e in sua memoria venne donato a Palazzo Bianco dalla cognata, Mila Fissore Dolci, nel 1969.

## Descrizione
La scena si svolge sulla riva di un'insenatura marina durante una bufera. Sant' Agostino regge in mano un grande libro aperto e guarda il bambino seduto per terra  intento a mostrargli un cucchiaio pieno d'acqua che cola. Il soggetto si riferisce alla riflessione del santo sul mistero della Trinità, un concetto impossibile da comprendere, come è impossibile il tentativo di svuotare il mare con un cucchiaino. Gli alberi, composti da tratti luminosi, fungono da quinte teatrali evidenziando i due personaggi centrali che diventano l'unico punto fermo della composizione permeata dal soffio del vento. Il dipinto fu probabilmente realizzato in pendant con il Sant' Antonio predica ai pesci conservato al Museo Nazionale di Palazzo Reale a Pisa. Analizzando stilisticamente la tela si presume che sia una produzione tarda del Magnasco: il paesaggio infatti si smaterializza entrando in simbiosi pittorica con le figure. 